# 김민서 (2009년)
김민서(2009년 4월 18일 ~ )는 대한민국의 배우, 모델, 유튜버이다.

## 출연

### 방송

#### 드라마
- 2019년 OCN 수목 드라마 《구해줘 2》
- 2020년 tvN 목요 드라마 《슬기로운 의사생활》
- 2020년 MBC 일일 드라마 《찬란한 내 인생》 - 임세라 역
- 2020년 SBS 금토 드라마 《날아라 개천용》 - 정명희 역
- 2021년 tvN 토일 드라마 《갯마을 차차차》 - 오주리 역
- 2021년 KBS 2TV 주말 드라마 《신사와 아가씨》 - 어린 박단단 역 (이세희 아역)
- 2022년 ENA 수목 드라마 《구필수는 없다》 - 김지현 역
- 2022년 KBS 2TV 월화 드라마 《미남당》 - 어린 한재희 역 (오연서 아역)
- 2022년 SBS 금토 드라마 《소방서 옆 경찰서》 - 김현서 역
- 2023년 티빙 드라마 《잔혹한 인턴》 - 공이영 역
- 2023년 Netflix 드라마 《도적: 칼의 소리》 - 언년이 역 (이호정 아역)
- 2023년 U+모바일tv 웹드라마 《밤이 되었습니다》 - 최주원 역

### 예능
- 2018년 유튜브 《Minss TV》 (웹 예능) - 진행자 (2018.11.28~)
- 2021년 유튜브 《ODG》 (웹 예능) - 출연자 (2021.04.02)
- 2021년 유튜브 《ODG》 (웹 예능) - 출연자 (2021.06.28)

### 영화
- 2017년 《이상한 나라의 슬애》 (단편 영화) - 슬애 역
- 2019년 《꽃 그늘》 (단편 영화)
- 2019년 《광대들: 풍문조작단》 - 화전민터 꼬맹이 역
- 2019년 《메기》 - 유년의 부원장 역
- 2019년 《병》 (단편 영화) - 미영 역
- 2020년 《야구소녀》 - 주수인 반 학생들 역
- 2020년 《검객》 - 주막 앞 여자 아이 역
- 2020년 《신도시 키드》 - 지혜 역
- 2021년 《새해전야》 - 지호 딸 역
- 2021년 《비와 당신의 이야기》 - 수학 초등학생 역
- 2022년 《외계+인 1부》 - 민선 역

## 수상 경력
- 2022년 SBS 연기대상 여자 청소년연기상

### 광고
- 2019년 스터디맥스 스피킹덤 - 지루한 영어 NO! 초등 영어 1위 스피킹덤! 편
- 2019년 천재교육 밀크티 - 역사를 지배하는 자가 우리 반을 지배한다! 한국사 대결!! 편 (With 허민)
- 2019년 케이엠제약 키플래쉬 (With 도티)

## 가족 관계
- 아버지 : 비공개
- 어머니 : 정은정 (1977년 ~ )